# Ayub Masika
Ayub Timbe Masika (prononciation: /ɑˈjub ˈtɪmbe mɑˈsiːkɑː/), est un footballeur international kényan, né le 10 septembre 1992 à Nairobi au Kenya. Il évolue en tant qu'ailier au Buriram United.

## Carrière

### Débuts
Né le 10 septembre 1992 à Nairobi, Kenya, Timbe joue pour plusieurs équipes des jeunes au Kenya avant d'être transféré de la JMJ Youth Academy en 2006 au centre de formation du Anderlecht à l'âge de 13 ans. Il y reste deux ans avant d'être transféré au centre de formation de Beerschot en 2008.

### KRC Genk
En mai 2010, Timbe signe un contrat de deux ans avec le KRC Genk. Il joue pour l'équipe réserve jusqu'à ce qu'il signe un nouveau contrat de quatre ans avec le club en juin 2011. Il prend part à son premier match en pro en remplaçant Nadson dans un match nul contre SV Zulte Waregem le 15 janvier 2012,. Il signe sa première passe décisive pour le club dans son deuxième match lors d'une victoire 5-0 sur l'Oud-Heverlee Louvain le 29 janvier 2012 en offrant la balle à Christian Benteke pour le cinquième but du match. Il marque son premier but pour Genk lors de leur victoire 2–0 contre le FC Lucerne en Ligue Europa le 30 août 2012 au Cristal Arena.

### Lierse SK
Le 1er septembre 2014, Masika signe un contrat avec Lierse en prêt du KRC Genk pour deux saisons. Lierse a l'option de faire permanent le transfert à la fin du contrat.

## Sélections
Masika aurait dû jouer contre le Togo le 29 février 2012, mais il n'a pas pu rentrer au Kenya parce qu'il a eu un match avec Genk le même jour,. Finalement, il fait ses débuts pour le Kenya contre l'Afrique du Sud, remplaçant Francis Kahata à la 61e minute. Le Kenya perd le match 2–1.

## Palmarès
- Vainqueur de la Coupe de Belgique en 2013 avec le RC Genk